# D & RG Narrow Gauge Trestle
Le D & RG Narrow Gauge Trestle est un pont en treillis américain situé dans le comté de Montrose, au Colorado. Construit en 1895, ce pont ferroviaire du Denver and Rio Grande Western Railroad franchit la Cimarron. Aujourd'hui protégé au sein de la Curecanti National Recreation Area, il est lui-même inscrit au Registre national des lieux historiques depuis le 18 juin 1976.
Sur le pont sont généralement exposés la Denver & Rio Grande Western Railroad Locomotive No. 278 and Tender, le Denver & Rio Grande Western Railroad Boxcar No. 3132 et le Denver & Rio Grande Western Railroad Caboose No. 0577, trois éléments de matériel roulant chacun inscrit au Registre national des lieux historiques individuellement depuis 2009.